# STS-39

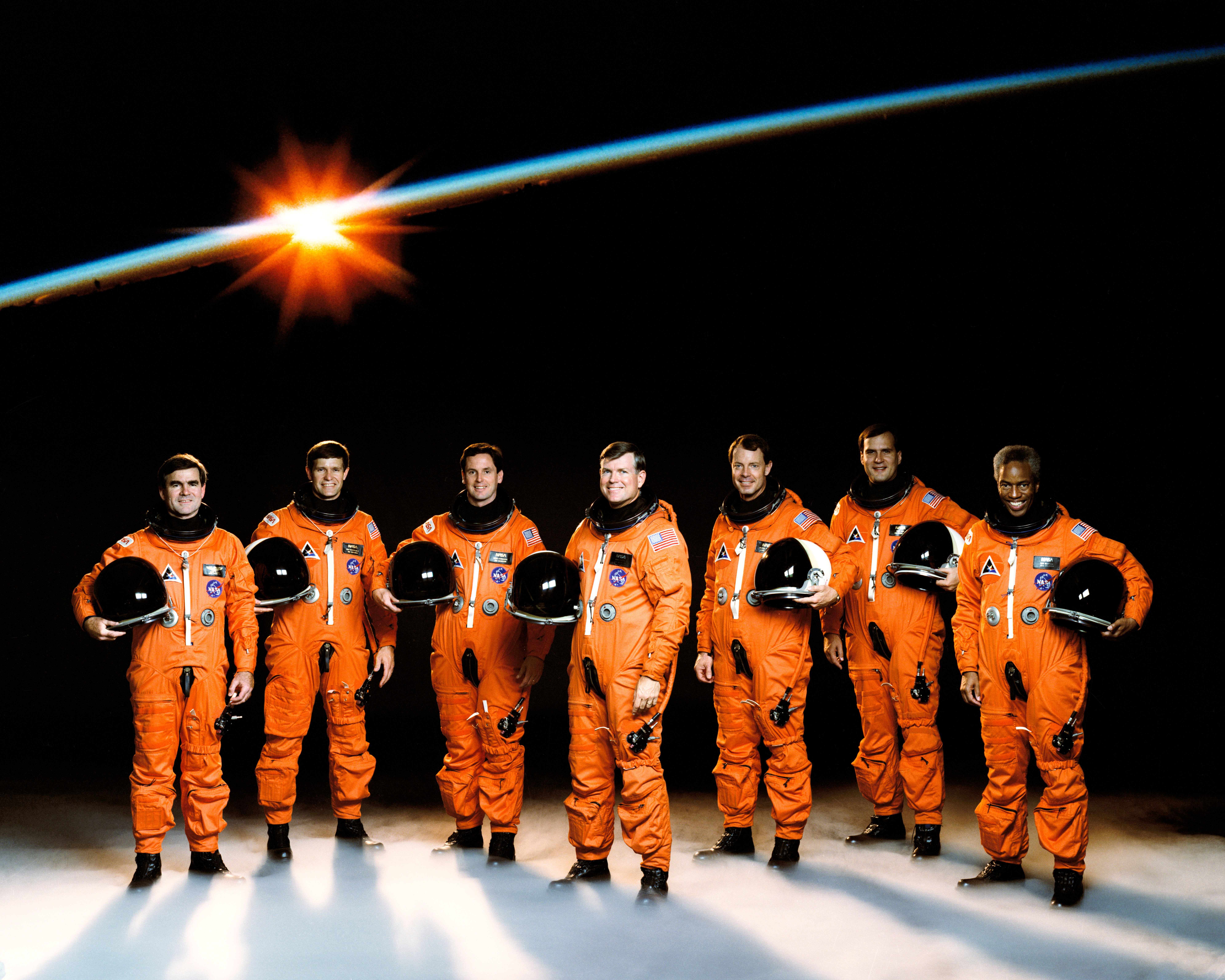
Екіпаж STS-39 — Зліва направо: Ч. Віч, М. Коутс, Г. Харбо, Д. Макмонегл, Л. Хеммонд, Р. Хіб, Г. Блуфорд

 STS-39  — космічний політ БТКК «Діскавері» за програмою «Спейс Шаттл» (40-й політ програми і 12-й політ Діскавері). Основним завданням було проведення експериментів за замовленням Міністерства оборони США, зокрема за програмою AFP-675.

## Екіпаж
- (НАСА): Майкл Коутс (3)[2] — командир;
- (НАСА): Ллойд Хеммонд (1) — пілот;
- (НАСА): Гайон Блуфорд (3) — фахівець з програмою польоту − 1;
- (НАСА): Грегорі Харбо (1) — фахівець з програмою польоту − 2;
- (НАСА): Річард Хиб (1) — фахівець з програмою польоту − 3;
- (НАСА): Доналд Макмонегл (1) — фахівець з програмою польоту − 4;
- (НАСА): Чарлз Віч (1) — фахівець з програмою польоту − 5.

## Параметри польоту
- Маса апарата при посадці — 95846 кг;
- Вантажопідйомність — 5 663 кг.

## Емблема
Форма емблеми STS-39 представлена у вигляді наконечника стріли, що символізує націленість на виконання програми польоту. Зображене сузір'я Орла відображає один з національних символів США — білоголового орлана. Лінії спектру, огинаючі «Спейс Шатл», символізують рентгенівське, ультрафіолетове і інфрачервоне випромінювання, вивчення яких, за допомогою різних наукових приладів, входить в завдання польоту.

## Галерея

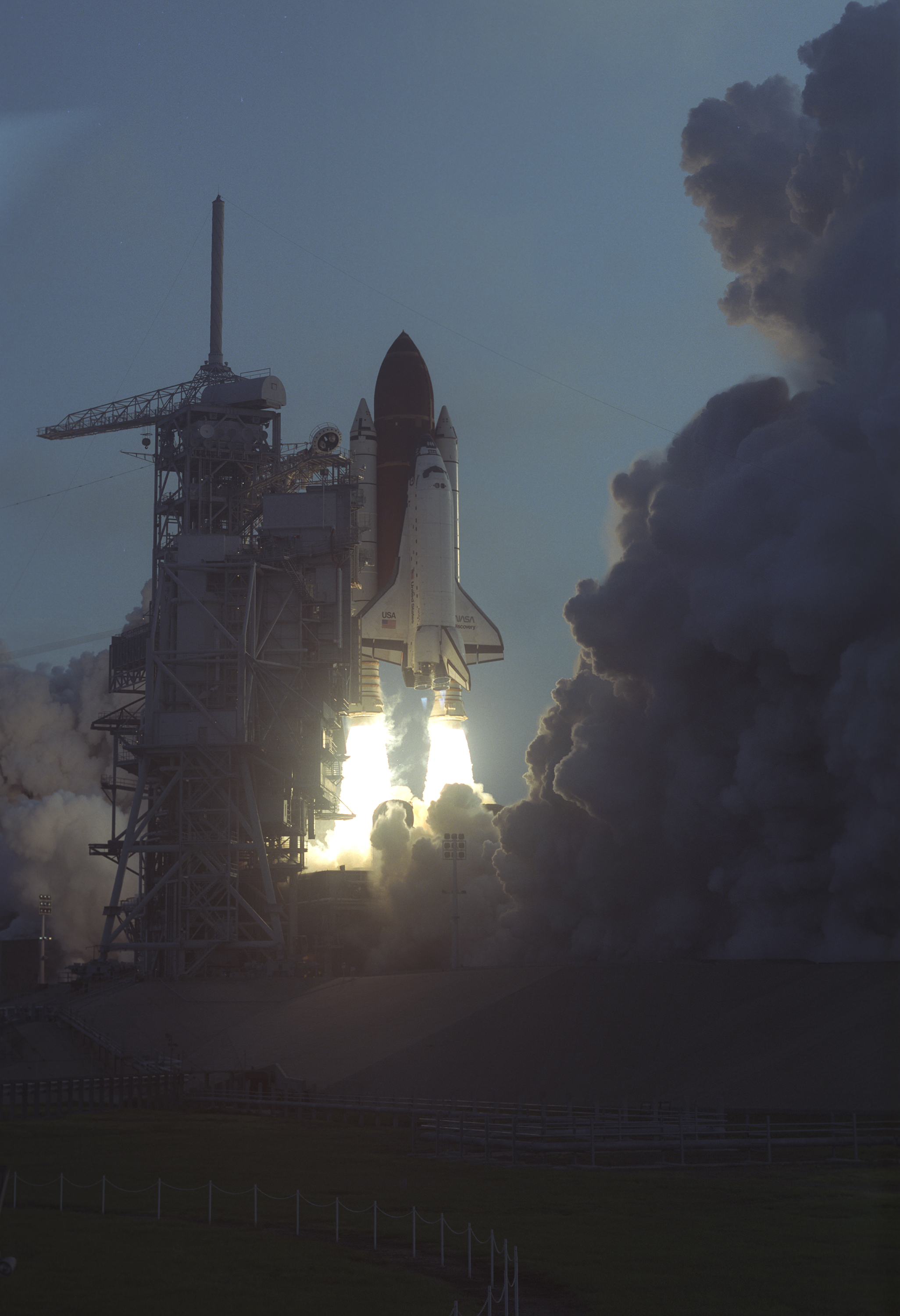
Зліт «STS-39»
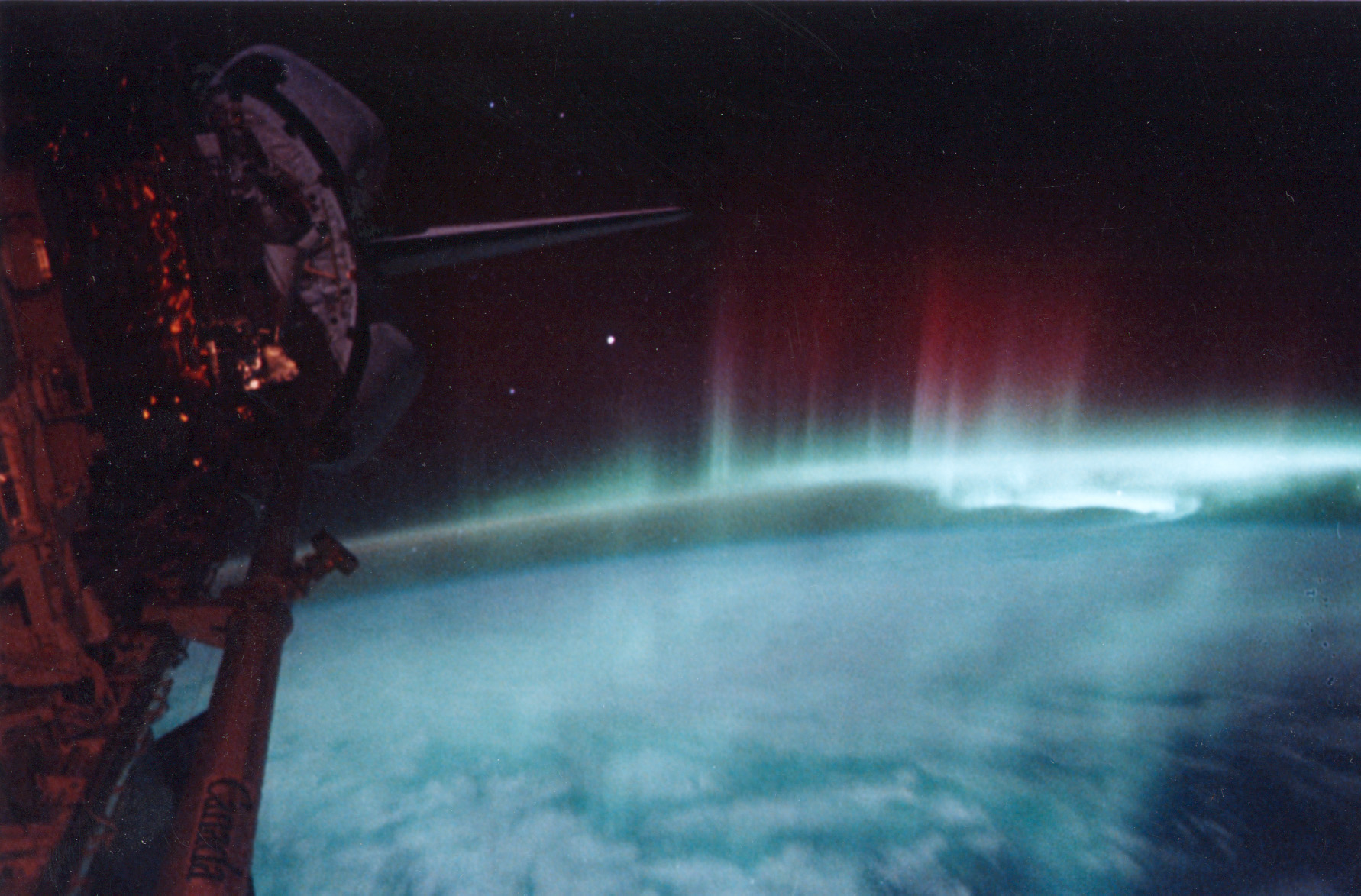
Полярне сяйво - Знімка від шатла
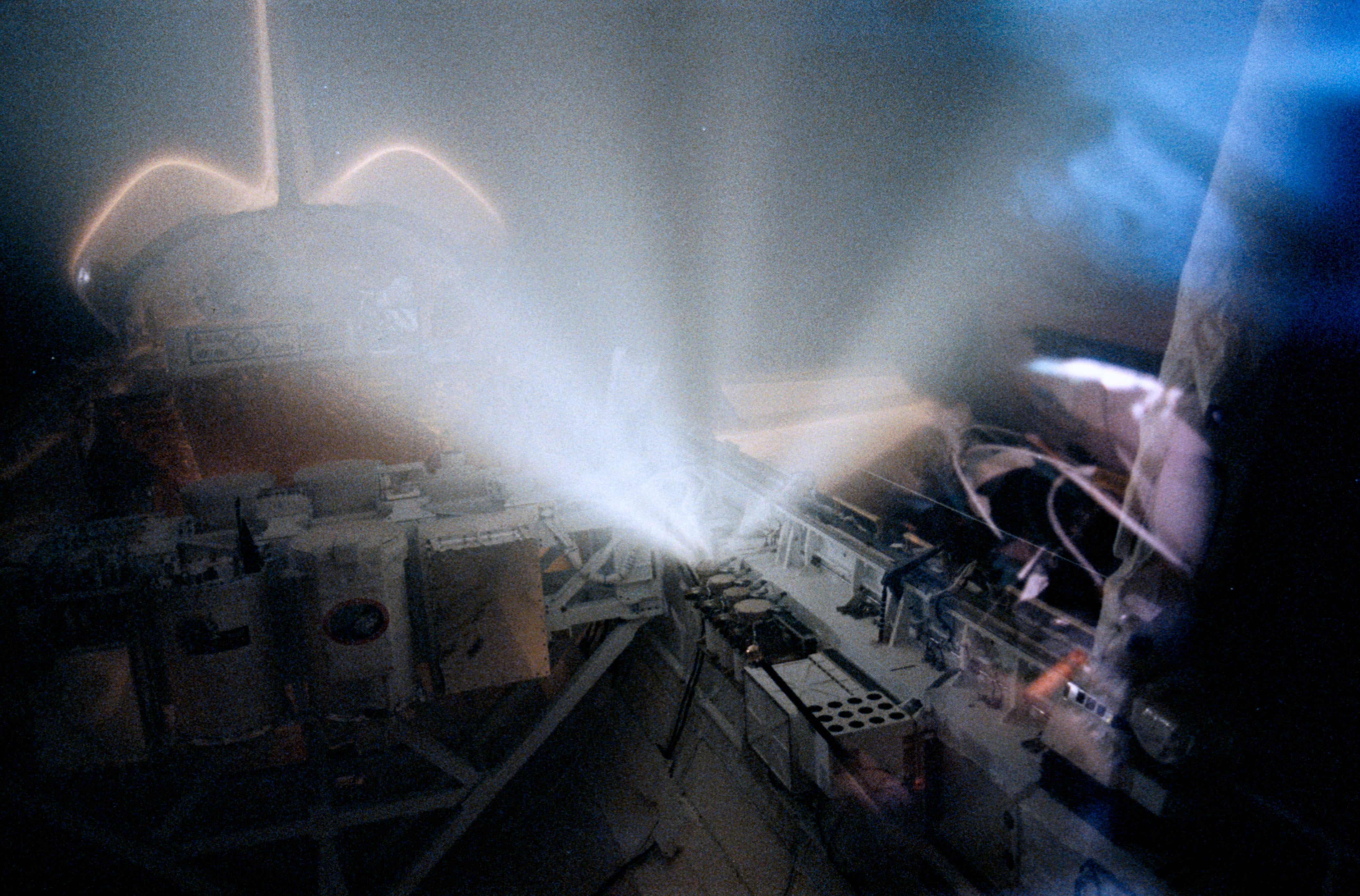
Критичний експеримент швидкості іонізації
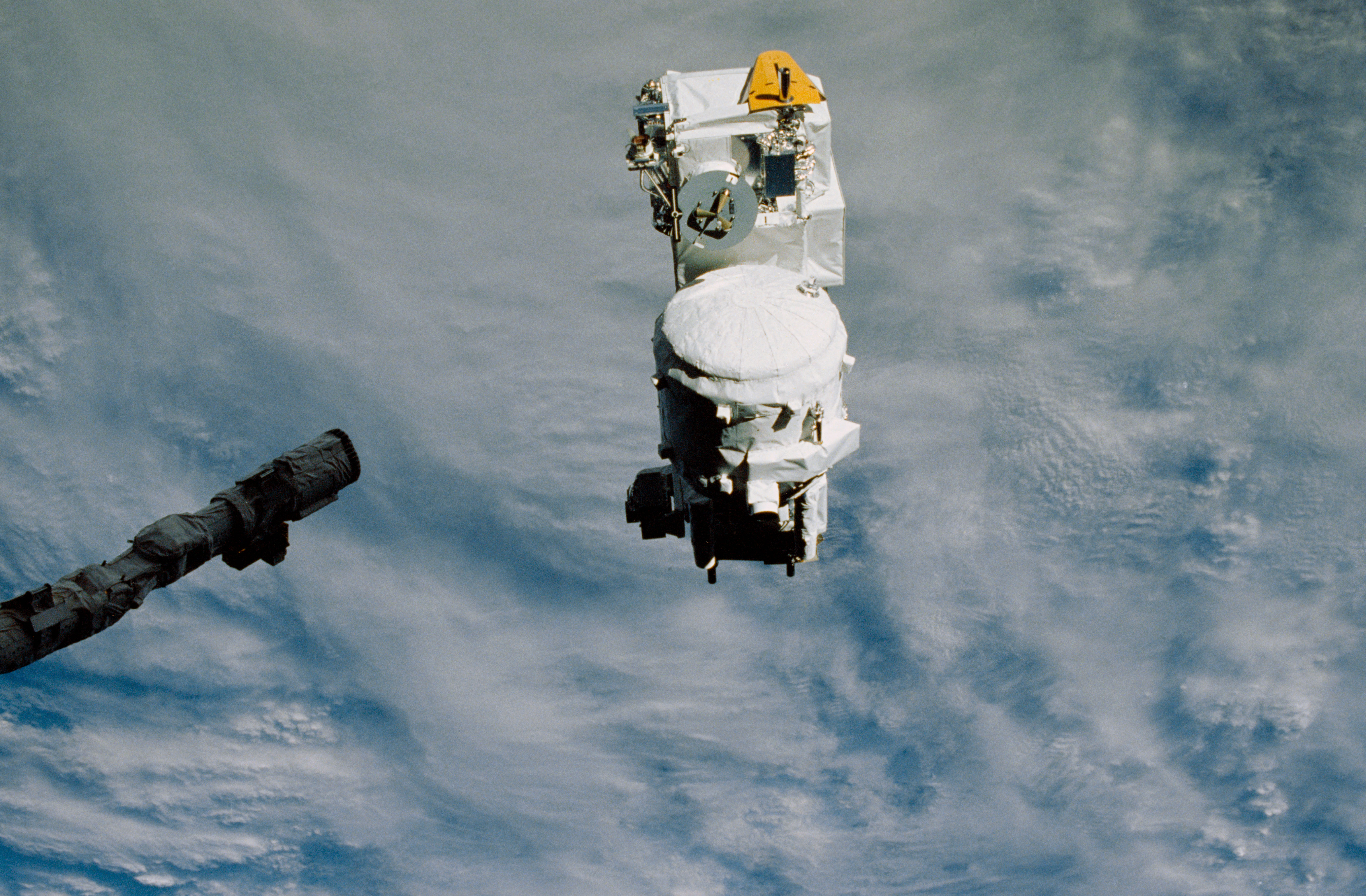
Супутник «SPAS-II».